# Pastinaca lucida
Pastinaca lucida är en flockblommig växtart som beskrevs av Carl von Linné. Pastinaca lucida ingår i släktet palsternackor, och familjen flockblommiga växter. Inga underarter finns listade i Catalogue of Life.

## Bildgalleri

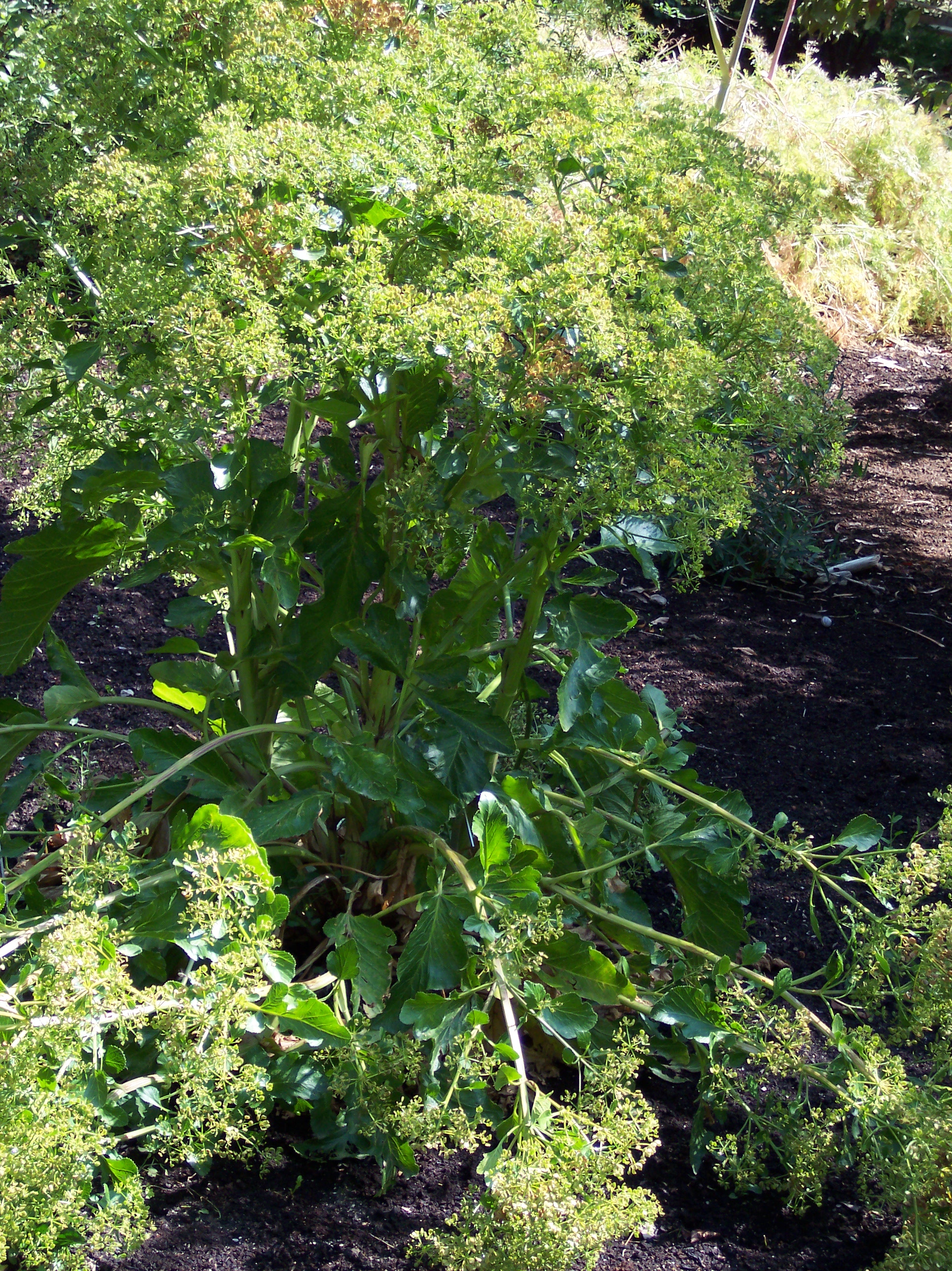